# Paul Rachman
Paul Rachman (ur. 13 września 1962 w Nowym Jorku) – amerykański reżyser filmowy, producent i scenarzysta, absolwent Uniwersytetu Bostońskiego. 
Karierę rozpoczynał jako reżyser teledysków, współpracując z zespołami Bad Brains, Gang Green i Mission of Burma. W późniejszym czasie Rachman podpisał kontrakt z firmą Propaganda Films z Los Angeles, i zajął się realizacją teledysków takich artystów, jak Alice in Chains, Joan Jett, Kiss, Pantera, Temple of the Dog, The Replacements i Roger Waters. Debiutował jako reżyser niskobudżetowego filmu kryminalnego Zabójcze ryzyko (2000), w którym wystąpili Balthazar Getty, Forest Whitaker, Tim Curry oraz George Lazenby.
W 2006 wyreżyserował wysoko oceniony film dokumentalny poświęcony scenie hardcore punk – Muzyczny hardcore, mający swoją premierę na Sundance Film Festival. Został wydany przez Sony Pictures Classics. Rachman jest także jednym z założycieli Slamdance Film Festival. 

## Teledyski
Opracowano na podstawie materiału źródłowego:
| 1986: - Bad Brains – „I Against I” - Gang Green – „Alcohol” - Gang Green –„Another Wasted Night” - Gang Green –„Have Fun” 1989: - Anthrax – „Who Cares Wins” - Bad Brains – „Soul Craft” 1990: - Suicidal Tendencies – „War Inside My Head” (wersja koncertowa) - The Replacements – „When it Began” - Pantera – „Psycho Holiday” - Pantera – „Cowboys from Hell” - Roger Waters i Cyndi Lauper – „Another Brick in the Wall” (część druga, wersja koncertowa) 1991: - Alice in Chains – „Sea of Sorrow” (wersja pierwsza) - Alice in Chains – „Man in the Box” - The Peace Choir – „Give Peace a Chance” - Metal Church – „Date With Poverty” - Mindfunk – „Sister Blue” - Joan Jett oraz The Blackhearts – „Back Lash” | 1992: - Kiss – „Unholy” - Kiss – „I Just Wanna” - Giant – „Stay” - Kiss – „Domino” - Temple of the Dog – „Hunger Strike” - Pantera – „Mouth for War” - Eugenius – „Buttermilk” 1993: - Bad Brains – „Rise” - Copperhead – „Whiskey” - Flowerhead – „Snagglepuss” - Sepultura – „Territory” - Dig – „We Don't Care” 1994: - Downset – „Anger” - Circus of Power – „Heaven & Hell” - The Mighty Mighty Bosstones – „Simmer Down” - Motörhead feat. Ice-T oraz Whitfield Crane – „Born to Rise Hell” 1995: - Rusted Root – „Evil Ways” |